# Gustavo Zagrebelsky
Gustavo Zagrebelsky (San Germano Chisone, 1 de junio de 1943) es un jurista italiano, juez constitucional de 1995 a 2004, Presidente de la Corte Constitucional en 2004.

## Biografía
De origen ruso, es el hermano menor del magistrado Vladimiro Zagrebelsky. Es socio de la Asociación de Constitucionalistas, quien fuera profesor de Derecho Constitucional en la Universidad de Turín y la Universidad de Sassari, fue nombrado miembro del Tribunal Constitucional por el presidente de la República Oscar Luigi Scalfaro el 9 de septiembre de 1995, prestando juramento 13 de septiembre de 1995. El 28 de enero de 2004 fue elegido Presidente de la Corte constitucional, una posición que mantuvo hasta el final de su mandato el 13 de septiembre de 2004.
Zagrebelsky es actualmente Profesor de Derecho Constitucional y Teoría General de Derecho Público de la Facultad de Derecho de Turín, y profesor de la Universidad Suor Orsola Benincasa de Nápoles. Colabora con algunos de los principales periódicos italianos (la Repubblica, la Stampa) y es miembro correspondiente de la Academia Nacional de los Linces. 
En su pensamiento jurídico se aprecia una visión dualista del Derecho, dividido en lex y ius, conceptos relacionados con la forma y el fondo de la ley. Zagrebelsky afirma la importancia de la duplicidad de aspectos legales, poniendo de relieve el peligro que se deriva de un Derecho solo formal o solo sustancial. Una visión dualista que en el Estado actual ha perdido, en favor de un nihilismo jurídico. También piensa presentar un trabajo de varios años de reflexión y reproposicón de algunos clásicos del pensamiento jurídico del siglo XX, como Piero Calamandrei, Mortati Constantino y Rudolf Smend.
En los últimos años ha intervenido en varias ocasiones en el debate público italiano, discutiendo las posiciones políticas y culturales de los llamados ateos devotos y en particular sobre el estado secular y el espíritu concordatario: muchos de estos ensayos se recogen en el libro Contra la ética de la Verdad, publicado por Laterza. Es presidente honorario de la asociación Libertad y Justicia y presidente de Democracia Bienal. Se ha editado la nueva edición de las Cartas de los condenados a muerte en la Resistencia italiana (8 septiembre 1943 a 25 abril 1945), publicado en Einaudi en 2002 con una nota introductoria.

## Obras
Algunas obras editadas en castellano son:
- El derecho dúctil: ley, derecho, justicia. Comunidad de Madrid. Publicaciones Oficiales. 1996. ISBN 978-84-451-1109-3.[12][13][14]
- La crucifixión y la democracia. Editorial Ariel. 1996. ISBN 978-84-344-1148-7.
- Historia y constitución. Editorial Trotta. 2006. ISBN 978-84-8164-737-2.
- Principios y votos: el Tribunal Constitucional y la política. Editorial Trotta. 2008. ISBN 978-84-9879-001-6.[15]
- Contra la ética de la verdad. Editorial Trotta. 2010. ISBN 978-84-9879-128-0.
- Historia y constitución. Editorial Trotta. 2011. ISBN 978-84-9879-211-9.
- La virtud de la duda: una conversación sobre ética y derecho con Geminello Preterossi. Editorial Trotta. 2012. ISBN 978-84-9879-269-0.
- La ley y su justicia: tres capítulos de justicia constitucional. Editorial Trotta. 2014. ISBN 978-84-9879-487-8.